# سلطنت ایفات
سلطان‌نشین ایفات دولتی قرون وسطایی در شاخ آفریقا بود که از ۱۲۸۵ تا ۱۴۱۵ میلادی بر این منطقه حکومت کرد. فرمانروایان این دولت از خاندان والاشما بودند که پایتخت آنان در شهر زیلع قرار داشت. قلمرو این امپراتوری شامل شرق اتیوپی، جیبوتی و شمال سومالی کنونی می‌شد.